# Traktor Basel Volleyball
Il Traktor Basel Volleyball è una società pallavolistica maschile svizzera con sede a Basilea: milita nel campionato svizzero di Lega Nazionale B.

## Storia
Il Traktor Basel Volleyball viene fondato nel 1995. Dopo aver militato nelle categorie minori del campionato svizzero, nel 2017 ottiene la promozione in Lega Nazionale B: due anni dopo vince il campionato cadetto, centrando la promozione nella massima divisione svizzera, in cui esordisce nella stagione 2019-20; dopo due campionati in massima divisione, nel marzo 2021 il club rinuncia all'iscrizione in massima serie per l'annata 2021-22, retrocedendo volontariamente in LNB.

## Rosa 2019-2020
| N° | Nome            | Ruolo | Data di nascita   | Nazionalità sportiva |
| -- | --------------- | ----- | ----------------- | -------------------- |
| 2  | Amar Brodlić    | C     | 4 agosto 1997     | Bosnia ed Erzegovina |
| 4  | Bruno Jukic     | C     | 11 maggio 1998    | Svizzera             |
| 5  | Lars Ulrich     | P     | 29 settembre 1999 | Svizzera             |
| 6  | Piero Müller    | O     | 8 novembre 1999   | Svizzera             |
| 8  | Jonathan Jordan | S     | 21 maggio 2000    | Svizzera             |
| 9  | Nathan Broch    | S     | 5 aprile 2000     | Svizzera             |
| 10 | Kaspar Bürge    | P     | 8 luglio 1993     | Svizzera             |
| 11 | Loïc Ottet      | P     | 6 dicembre 1994   | Svizzera             |
| 12 | Lukas Hasler    | L     | 17 aprile 2002    | Svizzera             |
| 13 | Irian Mika      | S     | 22 dicembre 1997  | Svizzera             |
| 14 | Samuel Ehrat    | C     | 20 aprile 1992    | Svizzera             |
| 16 | Michael Moor    | S     | 6 ottobre 1985    | Svizzera             |
| 18 | Dario Schmid    | O     | 23 settembre 1997 | Svizzera             |